# Якобовский, Михаил Владимирович
Михаил Владимирович Якобовский — член-корреспондент РАН, доктор физико-математических наук, профессор, заместитель директора по научной работе ИПМ им. М. В. Келдыша РАН, профессор МФТИ и ВМК МГУ . 

## Биография
Из семьи служащих (отец – инженер, мать – преподаватель ВУЗа). После окончания физико-математической школы № 2 (1981) поступил на факультет автоматики и вычислительной техники МИЭМ, который окончил в 1987 году. По окончании института был принят на должность стажёра-исследователя в Институте прикладной математики им. М. В. Келдыша РАН в отдел, руководимый академиком А. А. Самарским. Работал в Институте математического моделирования РАН в должностях от младшего научного сотрудника до заведующего отделом (1990—2010). С 2010 года работает в ИПМ РАН в должности заместителя директора по научной работе. Защитил кандидатскую
диссертацию на тему «Решение задач подземной гидравлики на параллельных вычислительных системах» (1995), докторскую диссертацию на тему «Вычислительная среда для моделирования задач механики сплошной среды на высокопроизводительных системах» (2006) по специальности Математическое моделирование, численные методы и комплексы программ. Имеет учёное звание профессора (2010). Члена-корреспондент РАН (2016).
К основным результатам Якобовского относятся:
- модель вычислительной среды для решения широкого круга задач на системах сверхтерафлопного класса и на метакомпьютерах;
- алгоритмы сжатия и огрубления с контролируемой точностью результатов вычислительных экспериментов;
- система интерактивной распределенной визуализации данных большого объёма;
- разработка библиотек генерации псевдослучайных чисел и сортировки больших объёмов данных для многопроцессорных вычислительных систем;
- новый критерий декомпозиции графов;
- алгоритмы автоматической оценки качества доменов и рациональной декомпозиции расчетных сеток;
- алгоритм и библиотека динамической балансировки загрузки процессоров для обработки неоднородных по трудоёмкости узлов расчетных сеток.

Является членом Ученого совета ИПМ им. М. В. Келдыша РАН, членом трёх диссертационных советов (при ИПМ им. М. В. Келдыша РАН и МФТИ), членом президиума ВАК, редколлегий журналов «Вестник кибернетики» и «Supercomputing frontiers and innovations», редакционно-издательского совета ИПМ, программных комитетов ряда международных конференций.
Профессор МФТИ и МГУ им. М. В. Ломоносова. Под руководством Якобовского защищено 6 кандидатских диссертаций и более 20 дипломных работ.